# Коршунова, Ольга Николаевна (юрист)
Ольга Николаевна Коршунова (род. 30 апрель 1959, Ленинград) — юрист, специалист по общей теории криминалистики, криминалистической тактике и методике, а также — по противодействию преступлениям экстремистского характера; выпускница Ленинградского государственного университета (1982), доктор юридических наук с диссертацией о проблемах уголовного преследования (2007), профессор на кафедре прокурорского надзора Санкт-Петербургский юридического института.

## Биография
Ольга Коршунова родилась 30 апрель 1959 года в Ленинграде; в 1982 году она стала выпускницей юридического факультета Ленинградского государственного университета имени Жданова. После получения высшего образования она работала следователем Ждановского района Ленинграда (до 1988 года). После этого она начала работать в Институте повышения квалификации прокурорско-следственных кадров, где последовательно занимала позиции старшего преподавателя, доцента, заведующей кафедрой, проректора по учебной и научной работе — и профессора.
В 1992 года Коршунова защитила кандидатскую диссертацию на тему «Процессуальные и тактические аспекты отождествления личности по признакам голоса и устной речи на предварительном следствии» — стала кандидатом юридических наук. Уже в XXI веке, в 2006 году, она успешно защитила докторскую диссертации на тему «Уголовно-процессуальные и криминалистические проблемы уголовного преследования» — стала доктором юридических наук.

## Работы
Ольга Коршунова специализируется как на проблемах общей теории криминалистики, так и на криминалистической тактике и методике; она занимается такими вопросами как противодействие преступлениям экстремистского характера и разрабатывает методики поддержания государственного обвинения и уголовного преследования. Является автором и соавтором более ста тридцати научных и учебно-методических работ; за годы работы в институте она являлась научным руководителем в шести кандидатских диссертациях (по данным на 2013 год):
- «Отождествление личности по голосу и речи» (1995)
- «Расследование захвата заложников» (1997, соавт.)
- «Руководство для государственных обвинителей: Криминалистический аспект деятельности» (1998, 2001, 2002, 2003, соавт.)
- «Расследование терроризма» (2001, соавт.)
- «Расследование захвата заложников: уголовно-правовые, криминологические и криминалистические проблемы» (2001, соавт.)
- «Методика расследования преступлений, совершаемых на почве национальной или расовой вражды или ненависти» (2002, соавт.)
- «Преступления террористической направленности: уголовное преследование на досудебных стадиях» (2003, соавт.)
- «Курс криминалистики. В 3-х томах» (2004, соавт.)
- «Расследование терроризма на транспорте» (2004, соавт.)
- «Преступления экстремистского характера: теория и практика противодействия» (2005, соавт.)
- «Социогуманитарная экспертиза преступлений на почве ненависти» (2005, соавт.)
- «Теоретические и прикладные проблемы уголовного преследования» (2006, 2009);
- «Противодействие преступлениям на почве ненависти. Уголовно-правовые, криминалистические и психолого-правовые вопросы» (2006, соавт.)
- «Настольная книга следователя» (2008, соавт.)
- «Криминалистика» (2008, соавт.)
- «Особенности прокурорского надзора за законностью выявления и расследования преступлений, связанных с размещением экстремистских материалов в сети Интернет» (2009, 2013, соавт.)
- «Руководство для государственных обвинителей» (2011, соавт.)
- «Особенности рассмотрения уголовных дел о преступлениях на почве ненависти: уголовно-правовые, криминалистические и психолого-правовые аспекты» (2011, соавт.)
- «Раскрытие и расследование преступлений, связанных с террористической и экстремистской деятельностью» в 2 ч. (2011, соавт.)
- «Противодействие преступлениям, совершаемым медицинскими работниками в сфере родовспоможения: криминалистический аспект» (2012, соавт.)
- «Участие прокурора в судебном следствии» (2012, соавт.)
- «Криминалистика для государственных обвинителей» (2012, соавт.).